# Woldstedtius paulus
Woldstedtius paulus là một loài tò vò trong họ Ichneumonidae.